# فيلوكليس
فيلوكليس ( (باليونانية: Φιλοκλής)‏ كان ملك صيدا وقائدًا عسكريًا في عهد الأسرة البطلمية في أواخر القرن الثالث وأوائل القرن الرابع قبل الميلاد، وأحد مهندسي الإمبريالية البطلمية في سواحل آسيا الصغرى وبحر إيجه. شغل منصب أميرال في البحرية البطلمية خلال الحرب السورية الثانية.
ولا تُعرف حياته إلا من خلال النقوش ومقطع أدبي واحد. لذلك فإن أصل فيلوكليس وحياته المبكرة غير معروفين. لا يزال اسم والده، أبولودوروس، موجودًا، ولكن من المحتمل أنه على الرغم من الأسماء اليونانية المستخدمة في المصادر اليونانية، إلا أن كلاهما كانا فينيقيين، وعلى الأرجح من نسل أو أقارب من سلالة صيدا الملكية.

## التاريخ
تاريخ وظروف حصوله على اللقب الملكي غير معروفة. بعد استيلائه على صيدا عام 332 قبل الميلاد، نصب الإسكندر الأكبر عبد الواحدونيموس ملكًا، ولكن لا يُعرف عنه أي شيء آخر. تم التصديق على فيلوكليس لأول مرة بشكل آمن على أنه "ملك الصيدونيين" في نقش أثيني يعود إلى عام 286/5 قبل الميلاد. ومع ذلك، ظهر فيلوكليس لأول مرة قبل ذلك بكثير، في قائمة المتبرعين الذين تبرعوا بالمال لإعادة بناء مدينة طيبة، التي دمرها الإسكندر. وقد تم تسجيله في القائمة مرتين، حيث تبرع بمبلغ ضخم قدره 100 وزنة، وتبرع بمبلغ غير محدد من المواهب السكندرية. نظرًا لأن الاسم تم محوه جزئيًا، فمن غير الواضح ما هو اللقب، إن وجد، الذي كان يحمله فيلوكليس في ذلك الوقت. نظرًا لأن القائمة تعود إلى العقود الأخيرة من القرن الرابع - حيث أصدر كاساندر مرسومًا بإعادة إعمار طيبة في عام 316 قبل الميلاد - وكانت صيدا تحت سيطرة أنتيجونوس الأول مونوفثالموس في ذلك الوقت، فمن المفترض أن فيلوكليس كان في خدمة أنتيجونيد في الأصل. ، ولكن يبدو أن حياته المهنية اللاحقة كمسؤول بطلمي رفيع المستوى وموثوق به تعارض هذا الأمر. نظرًا لأن صيدا نفسها لم تقع تحت سيطرة بطليموس الأول سوتر حتى عام 287 قبل الميلاد، فقد ادعى فيلوكليس إما اللقب الملكي كمدعي في المنفى، أو كان في الأصل مجرد مواطن عادي ووكيل موثوق لبطليموس، وكان تم ترقيته لاحقًا إلى الملكية. إن تبرعه بهذا المبلغ الكبير من المال إلى طيبة يجب اعتباره جزءًا من دوره كعميل بطلمي، يحاول كسب تأييد دول المدن اليونانية.
في مجموعته من الحيل، يسجل مؤلف القرن الثاني بوليانوس أن "فيلوكليس، جنرال بطليموس" استولى على مدينة كاونوس بالخيانة. من المحتمل أن فيلوكليس هذا مطابق لـ "ملك الصيدونيين"، لكن التاريخ غير واضح: استولى بطليموس على كاونوس لأول مرة في عام 309 قبل الميلاد - مما يؤكد أن فيلوكليس كان في الخدمة البطلمية، وليس الخدمة الأنتيغونية في ذلك الوقت. لكنها عادت بعد ذلك إلى حكم أنتيجونيد حتى وقت ما بعد 286 ق.م، وهو ما يتزامن مع النقش الأثيني الذي يذكره. صدر مرسوم من أسبندوس لتكريم المرتزقة الذين أنقذوا المدينة من هجوم غير محدد تحت قيادة فيلوكليس والجنرال البطلمي ليونيداس، ويرجع تاريخه إلى ما بين 287 قبل الميلاد و306 قبل الميلاد. وبالنظر إلى أن ليونيداس تم إثباته في الغالب للفترة 310-306 قبل الميلاد، فإن تاريخًا مبكرًا في هذا النطاق يبدو أكثر ترجيحًا، مما يشير مرة أخرى إلى أن فيلوكليس لم يكن أبدًا في الخدمة الأنتيغونية.
في أواخر ثمانينيات القرن العشرين، وثق فيلوكليس في سلسلة من النقوش من مختلف الجزر اليونانية، والتي تظهر له التدخل في مختلف النزاعات وقضايا الحكم في دول المدن الخاضعة لسيطرة البطالمة. لقبه غير محدد، لكن من الواضح أنه كان من كبار نيسيارخوس الرابطة النسيوشية، وربما القائد العام للقوات البطلمية في بحر إيجه، ربما بلقب ناواركوس. آخر النقوش المتعلقة به تعود إلى 279-280 ق.م، مما يدل على أن هذه كانت نهاية مسيرته في المنطقة. وفقًا لهانس هاوبين، فإن هذا النشاط يعني أن فيلوكليس "ربما ينبغي اعتباره المهندس الرئيسي، أو على الأقل أحد المهندسين الرئيسيين، للتوسع البطلمي المبكر في البحر الأبيض المتوسط".

## أنظر أيضا
- تابوت أشمونعازر الثاني
- أشمون عازر الثاني
- تابوت تابنيت
- اللغة الفينيقية
- فينيقيا
- صيدا
- تاريخ صيدا
- الإمبراطورية الأخمينية